# 샤이 마틴
샤이 마틴(SHY Martin, 1993년 11월 5일 ~ )은 스웨덴의 싱어송라이터이다.

## 음반 목록

### EP
- Overthinking (2018)